# Apozomus gunn
Espèce
Apozomus gunn est une espèce de schizomides de la famille des Hubbardiidae.

## Distribution
Cette espèce est endémique du Territoire du Nord en Australie,. Elle se rencontre vers Gunn Point.

## Description
La femelle holotype mesure 4,20 mm.

## Étymologie
Son nom d'espèce lui a été donné en référence au lieu de sa découverte, Gunn Point.

## Publication originale
- Harvey, 1992 : The Schizomida (Chelicerata) of Australia. Invertebrate Taxonomy, vol. 6, no 1, p. 77-129.